# Mossaka (district)
Pour les articles homonymes, voir Mossaka (homonymie).
 (septembre 2016).
Si vous disposez d'ouvrages ou d'articles de référence ou si vous connaissez des sites web de qualité traitant du thème abordé ici, merci de compléter l'article en donnant les références utiles à sa vérifiabilité et en les liant à la section « Notes et références ».
Mossaka est un district de la région de la Cuvette en République du Congo. Il a pour capitale la ville de Mossaka. 

## Cadre géographie et économique
Situé en plein cadre de la cuvette congolaise, le district de Mossaka s’étend sur deux zones géographiques,à savoir une zone continentale et une autre inondable. Il est limité au nord-est par le district de Loukolela,au nord-Ouest par les districts de Ntokou et d’Owando, à l’Est par la République démocratique du Congo.
Le district de  Mossaka est arrosé par plusieurs cours d’eau : le fleuve Congo, la Sangha, la Likouala-aux-Herbes, l’Alima et les rivières Ndeko et Bokosso dont les embouchures présentent une convergence de deltas poissonneux dans une vaste pleine marécageuse. Le district de Mossaka ne présente aucune zone montagneuse. Placé dans la zone équatoriale, il est entièrement influencé par ce type de climat ; il y fait chaud et il pleut presque toute l’année. Ce climat favorise la prolifération de nombreux vecteurs tels que : les moustiques, les mouches tsé-tsé et d’autres agents pathogènes de maladies endémiques et épidémiques comme le paludisme, parasitoses intestinales, la trypanosomiase, le choléra, la fièvre typhoïde, la grippe, l’amibiase…
Les réfugiés rwandais  et burundais ont été aussi intégrés au sein de la population congolaise (notamment dans les villages de Bonga et Boniala).
La principale activité économique du district est la pêche pratiquée sur tout l’étendue du district. Les techniques varient d’une zone à une autre. Toutefois, elle se pratique encore d’une façon artisanale. Il convient de signaler que Mossaka a été retenu par le gouvernement comme plate-forme de la pêche continentale.
Le commerce est l’apanage des étrangers. Certains Congolais tentent aussi de s’imposer dans ce domaine.
Les autres activités non moins importantes sont pratiquées dans le district :
- L’extraction d’huile (kolo) à partir des noix de palmier-dattier (moléngué)
- La récolte d’une boisson locale (moléngué) du même palmier-dattier.

Ces activités sont pratiquées dans la zone Hippo et Ndeko.
Des études pourraient être menées pour la modernisation de ces activités.
Les sols argileux, sablonneux et hydro morphes font de Mossaka une zone peu propice à l’agriculture.

## Démographie
Du fait notamment des conditions physiques défavorables, le district de Mossaka est très peu densément peuplé. Il compte plus de 21 000 habitants répartis sur une superficie d’environ 17 680 km2.
Le chef-lieu du district compte 16 000 habitants et reste réparti sur 40 villages et hameaux disséminés sur cinq axes à savoir :
- Fleuve Congo 	  	   : 	  4 villages
- Axe Hippo-Ndeko 	   :	  11 villages
- Axe Likouala – Mossaka    :         15 villages
- Axe Sangha 	   	   : 	  4 villages

Le district de Mossaka compte plusieurs groupes ethniques dont les plus importants sont les Mbochis, les Likoubas, les Likouala, les Bouenis, les Moyes,les Tékés,les Kouyous, les Makouas. Il faut ajouter à ce groupe les communautés étrangères, composées de Congolais de République démocratique du Congo, Maliens, Mauritaniens, Sénégalais, Centrafricains, et autres qui pour des raisons d’ordre économique résident au chef-lieu de district avec pour activité principale le commerce.

## Cadre éducatif
Le district de Mossaka comprend un lycée d’enseignement général 4 collèges d’enseignement général et 25 écoles primaires avec une population scolaire d’environ 7 000 habitants.
Ces écoles manquent pour la plupart des enseignants et du matériel didactique tant au centre que dans les villages. Il se pose, à ce niveau également un problème de table bancs. Les élèves sont à même le sol dans certaines écoles du centre.

## Cadre religieux
Mossaka compte plus d’une vingtaine de groupement religieux et sectes à arrière-plan animiste et paganiste. Il importe de signaler la présence des religions catholique, protestante, kimbanguiste, musulmane…
En dehors de toutes ces croyances, il existe en outre 6 églises de réveil. Toutefois, les réalités spirituelles, morales et sociales exigent plutôt un véritable réveil et des hommes de Dieu formés et équipés pour relever le défi.

## Cadre sanitaire
Le district de Mossaka dispose d’un seul centre de soin intégré situé au centre plus 4 dispensaires dans le village et de deux postes de santé construits en matériaux locaux 
Les quatre dispensaires sont situés dans les villages ci-après :
Boniala, Boyoko-Biri, Loboko et Libouna. Les postes de santé sont implantés à Konda et Bonga. Les dispensaires et les postes de santé sont animés par des secouristes, le CSI manque d’argent et le district ne dispose que d’un médecin.